# Order Medżydów
Order Medżydów (tur. Kılıçlı Mecidi Nişanı / Mecidiye Nişanı) – odznaczenie Imperium Osmańskiego.
Order został ustanowiony przez sułtana Abdülmecida I. Był przyznawany od 1852 do 1922 (zniesiony w 1923) zarówno wojskowym, jak i cywilom.
Order składał się z następujących klas:
1. Wielka Wstęga – Order Medżydów I klasy (złoty)
2. Komandor I klasy – Order Medżydów II klasy (złoty)
3. Komandor II klasy – Order Medżydów III klasy (złoty)
4. Oficer – Order Medżydów IV klasy (złoty)
5. Kawaler – Order Medżydów V klasy (srebrny)

## Odznaczeni
W 1852 Order Medżydów otrzymał Halil Pasza, gubernator generalny archipelagu tureckiego. Odznaczenie otrzymywali obywatele innych państw, np. Brytyjczycy.

## Określenie
Określenie „medżyd” (medjidie) zwyczajowo oznacza walutę używaną na Bliskim Wschodzie.